# Захарий Охридски
Захарий е православен духовник, охридски архиепископ около 1460 година.

## Биография
Захарий владее гръцки и славянски език. Известно време е монах в атонския манастир Ватопед, впослествие — духовник в Нарта, където Нифонт го среща и става негов послушник. Двамата заминават за Албания, за да проповядват срещу унията със Западната църква. Прекарват известно време в Круя при Георги Кастриоти, а после, след падането на Константинопол в ръцете на османците, се установяват в манастира „Света Богородица“ в Охрид.
След смъртта на Николай II Охридски Захарий е избран за архиепископ „на всички българи, сърби, албанци и други области". С намесата на Мехмед II той обаче е отстранен и заменен със султанския любимец Марк II Ксилокарав. Някои учени при все това смятат Захарий за пряк предшественик на архиепископ Доротей. Захарий заминава заедно с Нифонт за Цариград, за да потърси правата си, но не след дълго заболява и умира. Нифонт погребва своя духовен отец в османската столица.